# سیب کوتوله
سیب کوتوله(نام علمی: Angophora hispida) نام یک گونه از سرده آنگوفورا است.